# Ga Myeongil
Ga Myeongil là ga tàu điện ngầm trên Tàu điện ngầm vùng thủ đô Seoul tuyến 5.

## Bố trí ga
| Gubeundari ↑ |
| \| W/B       |
| ↓ Godeok     |

| Hướng Tây  | ●Tuyến 5 | ← Hướng đi Banghwa            |
| Hướng Đông | ●Tuyến 5 | → Hướng đi Hanam Geomdansan → |